# Julien Sandrel
Julien Sandrel est un écrivain français né en 1980 à Hyères.

## Biographie
Julien Sandrel est né en 1980 dans le sud de la France, et vit à Paris. De formation scientifique, après quinze ans en entreprise, il décide de changer de carrière et de se consacrer à l’écriture. Son premier roman La Chambre des merveilles a connu un succès fulgurant et a obtenu plusieurs prix littéraires, dont le Prix Méditerranée des lycéens 2019 . Traduit dans 26 pays, il a été adapté au cinéma sous le même titre, La Chambre des merveilles, avec en tête d'affiche Alexandra Lamy et Muriel Robin. Il a également été l'objet d'une adaptation sous forme de bande dessinée. 
Parallèlement à son activité de romancier, Julien Sandrel travaille également en tant que scénariste, aussi bien sur des adaptations de ses romans que sur des projets originaux.

## Œuvre
- La Chambre des merveilles, Calmann-Lévy, 2018  (ISBN 978-2702162897)
- La vie qui m'attendait, Calmann-Lévy, 2019  (ISBN 978-2702163498)
- Les étincelles, Calmann-Lévy, 2020  (ISBN 978-2702166369)
- Vers le soleil, Calmann-Lévy, 2021  (ISBN 978-2702166376)
- Merci, Grazie, Thank you, Calmann-Lévy, 2022  (ISBN 978-2702183533)[4]
- Les extraordinaires, Calmann-Lévy, 2023,  (ISBN 9782702183540)
- Beaucoup d'amour et quelques cendres, Calmann-Lévy, 2024,  (ISBN 9782702188958)

## Prix et récompenses
- Prix Méditerranée des lycéens 2019[5].
- Prix des lecteurs U 2019[6].